# 運命の女神の歌
『運命の女神の歌』（うんめいのめがみのうた、独: Gesang der Parzen）作品89は、ドイツの作曲家ヨハネス・ブラームスによって作曲された混声合唱とオーケストラのための楽曲。

## 概要
ゲーテによる戯曲『タウリス島のイフィゲーニエ』の詩を使用した単一楽章の楽曲。1882年に作曲され、同年12月10日にスイスのバーゼルにおいて初演された後、1883年に出版された。
混声六部合唱（アルトとバスがそれぞれ2つに分かれる）とオーケストラのための楽曲。オーケストラの編成は、フルート2（持ち替えでピッコロ1）、オーボエ2、B管クラリネット2、ファゴット2、コントラファゴット、D管ホルン2、F管ホルン2、トランペット2、アルトトロンボーン、テナートロンボーン、バストロンボーン、チューバ、ティンパニと弦楽合奏である。
この作品は頻繁に演奏されることはないが、数回録音されている。オーストリアの作曲家アントン・ヴェーベルンは、この曲における長三和音のサイクルの上に構築されたコーダのパッセージを賞賛している。